# Daemonorops polita
Daemonorops polita är en enhjärtbladig växtart som beskrevs av Edwino S. Fernando. Daemonorops polita ingår i släktet Daemonorops och familjen Arecaceae. Inga underarter finns listade i Catalogue of Life.